# Saint-Félix-de-Foncaude
Saint-Félix-de-Foncaude é uma comuna francesa na região administrativa da Nova Aquitânia, no departamento da Gironda. Estende-se por uma área de 10,17 km². Em 2010 a comuna tinha 296 habitantes (densidade: 29,1 hab./km²).